# ATC-kod S01: Medel vid ögonsjukdomar
ATC-kod S01: Medel vid ögonsjukdomar är en del av klassificeringssystemet ATC (Anatomical Therapeutic Chemical Classification System) för läkemedel och vissa andra medicinska produkter. ATC utvecklas av WHO och består av alfanumeriska koder indelade i grupper utifrån anatomi, medicinsk funktion och läkemedelstyp på 5 olika kodnivåer. Denna sida utgör innehållet i en specifik grupp på nivå 2.

## S01AAntiinfektiva

### S01AAAntibiotika
S01AA01 Kloramfenikol
S01AA02 Klortetracyklin
S01AA03 Neomycin
S01AA04 Oxytetracyklin
S01AA05 Tyrotricin
S01AA07 Framycetin
S01AA09 Tetracyklin
S01AA10 Natamycin
S01AA11 Gentamicin
S01AA12 Tobramycin
S01AA13 Fusidinsyra
S01AA14 Bensylpenicillin
S01AA15 Dihydrostreptomycin
S01AA16 Rifamycin
S01AA17 Erytromycin
S01AA18 Polymyxin B
S01AA19 Ampicillin
S01AA20 Kombinationer
S01AA21 Amikacin
S01AA22 Micronomicin
S01AA23 Netilmicin
S01AA24 Kanamycin
S01AA25 Azidamfenikol
S01AA30 Kombinationer av olika antibiotika

### S01ABSulfonamider
S01AB01 Sulfametizol
S01AB02 Sulfafurazol
S01AB03 Sulfadikramid
S01AB04 Sulfacetamid
S01AB05 Sulfafenazol

### S01ADAntivirala medel
S01AD01 Idoxuridin
S01AD02 Trifluridin
S01AD03 Aciklovir
S01AD05 Interferon
S01AD06 Vidarabin
S01AD07 Famciklovir
S01AD08 Fomivirsen
S01AD09 Ganciklovir

### S01AX Övriga antiinfektiva
S01AX01 Kvicksilver-föreningar
S01AX02 Silver-föreningar
S01AX03 Zink-föreningar
S01AX04 Nitrofural
S01AX05 Bibrokatol
S01AX06 Resorcinol
S01AX07 Natriumborat
S01AX08 Hexamidin
S01AX09 Klorhexidin
S01AX10 Natriumpropionat
S01AX11 Ofloxacin
S01AX12 Norfloxacin
S01AX13 Ciprofloxacin
S01AX14 Dibrompropamidin
S01AX15 Propamidin
S01AX16 Pikloxidin
S01AX17 Lomefloxacin
S01AX18 Povidonjod
S01AX19 Levofloxacin
S01AX21 Gatifloxacin
S01AX22 Moxifloxacin

## S01BAntiinflammatoriska medel

### S01BAGlukokortikoider
S01BA01 Dexametason
S01BA02 Hydrokortison
S01BA03 Kortison
S01BA04 Prednisolon
S01BA05 Triamcinolon
S01BA06 Betametason
S01BA07 Fluormetolon
S01BA08 Medryson
S01BA09 Klobetason
S01BA10 Alklometason
S01BA11 Desonid
S01BA12 Formokortal
S01BA13 Rimexolon
S01BA15 Fluocinolonacetonid

### S01BBGlukokortikoiderochmydriatikumi kombination
S01BB01 Hydrokortison och mydriatikum
S01BB02 Prednisolon och mydriatikum
S01BB03 Fluormetolon och mydriatikum
S01BB04 Betametason och mydriatikum

### S01BCIcke-steroida antiinflammatoriska medel
S01BC01 Indometacin
S01BC02 Oxifenbutazon
S01BC03 Diklofenak
S01BC04 Flurbiprofen
S01BC05 Ketorolak
S01BC06 Piroxicam
S01BC07 Bendazak
S01BC08 Salicylsyra
S01BC09 Pranoprofen
S01BC10 Nepafenak

## S01CAntiinflammatoriskaochantiinfektiva medeli kombination

### S01CAGlukokortikoideroch antiinfektiva medel i kombination
S01CA01 Dexametason och antiinfektiva medel
S01CA02 Prednisolon och antiinfektiva medel
S01CA03 Hydrokortison och antiinfektiva medel
S01CA04 Fluokortolon och antiinfektiva medel
S01CA05 Betametason och antiinfektiva medel
S01CA06 Fludrokortison och antiinfektiva medel
S01CA07 Fluormetolon och antiinfektiva medel
S01CA08 Metylprednisolon och antiinfektiva medel
S01CA09 Klorprednison och antiinfektiva medel
S01CA10 Fluocinolonacetonid och antiinfektiva medel
S01CA11 Klobetason och antiinfektiva medel

### S01CBGlukokortikoider, antiinfektiva medel ochmydriatikumi kombination
S01CB01 Dexametason
S01CB02 Prednisolon
S01CB03 Hydrokortison
S01CB04 Betametason
S01CB05 Fluormetolon

### S01CCIcke-steroida antiinflammatoriska medeloch antiinfektiva i kombination
S01CC01 Diklofenak och antiinfektiva

## S01E Medel vidglaukomsamtmiotika

### S01EASympatomimetika
S01EA01 Adrenalin
S01EA02 Dipivefrin
S01EA03 Apraklonidin
S01EA04 Clonidin
S01EA05 Brimonidin
S01EA51 Adrenalin, kombinationer

### S01EBParasympatomimetika
S01EB01 Pilokarpin
S01EB02 Karbakol
S01EB03 Ekotiopat
S01EB04 Demekar
S01EB05 Fysostigmin
S01EB06 Neostigmin
S01EB07 Fluostigmin
S01EB08 Aceklidin
S01EB09 Acetylkolin
S01EB10 Paraoxon
S01EB51 Pilokarpin, kombinationer
S01EB58 Aceklidin, kombinationer

### S01ECKarbanhydras-hämmare
S01EC01 Acetazolamid
S01EC02 Diklofenamid
S01EC03 Dorzolamid
S01EC04 Brinzolamid
S01EC05 Metazolamid

### S01EDBeta-receptorblockerande medel
S01ED01 Timolol
S01ED02 Betaxolol
S01ED03 Levobunolol
S01ED04 Metipranolol
S01ED05 Karteolol
S01ED06 Befunolol
S01ED51 Timolol, kombinationer
S01ED52 Betoxalol, kombinationer
S01ED54 Metipranolol, kombinationer
S01ED55 Karteolol, kombinationer

### S01EEProstaglandin-analoger
S01EE01 Latanoprost
S01EE02 Unoproston
S01EE03 Bimatoprost
S01EE04 Travoprost

### S01EX Övriga medel vid glaukom samt miotika
S01EX01 Guanetidin
S01EX02 Dapiprazol
S01EX04 Unoproston
S01EX05 Bimatoprost
S01EX06 Travoprost

## S01FMydriatikaochcykloplegika

### S01FAAntikolinergika
S01FA01 Atropin
S01FA02 Skopolamin
S01FA03 Metylskopolamin
S01FA04 Cyklopentolat
S01FA05 Homatropin
S01FA06 Tropikamid
S01FA56 Tropikamid, kombinationer

### S01FBSympatomimetika, exkl medel vidglaukom
S01FB01 Fenylefrin
S01FB02 Efedrin
S01FB03 Ibopamin

## S01GAvsvällande medelochantiallergika

### S01GASympatomimetikasom avsvällande medel
S01GA01 Nafazolin
S01GA02 Tetryzolin
S01GA03 Xylometazolin
S01GA04 Oximetazolin
S01GA05 Fenylefrin
S01GA06 Oxedrin
S01GA51 Nafazolin,kombinationer
S01GA52 Tetryzolin, kombinationer
S01GA53 Xylometazolin, kombinationer
S01GA55 Fenylefrin, kombinationer
S01GA56 Oxedrin, kombinationer

### S01GX Övriga antiallergika
S01GX01 Natriumkromoglikat
S01GX02 Levokabastin
S01GX03 Spaglumsyra
S01GX04 Nedokromil
S01GX05 Lodoxamid
S01GX06 Emedastin
S01GX07 Azelastin
S01GX08 Ketotifen
S01GX09 Olopatadin
S01GX10 Epinastin
S01GX51 Kromoglikat, kombinationer

## S01HLokalanestetika

### S01HA Lokalanestetika
S01HA01 Kokain
S01HA02 Oxibuprokain
S01HA03 Tetrakain
S01HA04 Proximetakain
S01HA05 Prokain
S01HA06 Cinkokain
S01HA07 Lidokain
S01HA30 Kombinationer

## S01JDiagnostika

### S01JAFärgämnen
S01JA01 Fluorescein
S01JA02 Bengalrosanatrium
S01JA51 Fluorescein, kombinationer

### S01JX Övriga diagnostiska medel
Inga undergrupper.

## S01K Hjälpmedel vid ögonoperationer

### S01KAViskoelastiskasubstanser
S01KA01 Hyaluronsyra
S01KA02 Hypromellos
S01KA51 Hyaluronsyra, kombinationer

### S01KX Övriga hjälpmedel vid ögonoperationer
S01KX01 Kymotrypsin

## S01L Medel vidkärlsjukdomari ögat

### S01LAAntineovaskulära medel
S01LA01 Verteporfin
S01LA03 Pegatanib
S01LA04 Ranibizumab

## S01X Övriga medel vidögonsjukdomar

### S01XA Övriga medel vid ögonsjukdomar
S01XA01 Guajazulen
S01XA02 Retinol
S01XA03 Natriumklorid, hyperton
S01XA04 Kaliumjodid
S01XA05 Natriumedetat
S01XA06 Etylmorfin
S01XA07 Alum
S01XA08 Acetylcystein
S01XA09 Jodheparinat
S01XA10 Inosin
S01XA11 Nandrolon
S01XA12 Dexpantenol
S01XA13 Alteplas
S01XA14 Heparin
S01XA15 Askorbinsyra
S01XA16 Anekortav
S01XA17 Pegaptanib
S01XA20 Tårsubstitut och andra indifferenta medel
S01XA21 Merkaptamin
S01XA22 Okriplasmin

### Engelska
- WHO Collaborating Centre for Drug Statistics Methodology - ATC Index
- WHO Collaborating Centre for Drug Statistics Methodology - ATCvet Index

### Svenska
- SIL online
- FASS.se - ATC
- FASS.se - Veterinär-ATC
- Sök läkemedelsfakta - Läkemedelsverket
- Socialstyrelsen : Klassifikationer
- Nationellt produktregister för läkemedel - NPL